# 亚罗波尔克一世·斯维亚托斯拉维奇

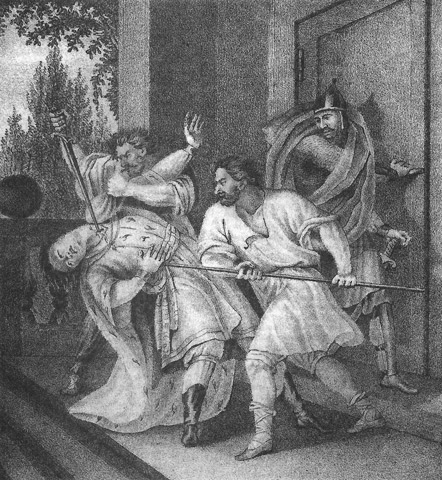
亚罗波尔克被弗拉基米尔的亲兵杀害

亞羅波爾克·斯維亞托斯拉維奇 （约955年—978年或980年），留里克王朝的基辅大公（972年~978年）。
亚罗波尔克·斯维亚托斯拉维奇为斯维亚托斯拉夫·伊戈列维奇大公的长子。他在其父于保加利亚征战时期由祖母奥丽加抚养。968年，在佩切涅格人（属突厥系统的游牧民族）进攻罗斯时，他曾与祖母及两个兄弟（奥列格·斯维亚托斯拉维奇和弗拉基米尔·斯维亚托斯拉维奇）一同被围困在基辅城内。
970年，斯维亚托斯拉夫·伊戈列维奇再次远征保加利亚，意欲攫取多瑙河沿岸的土地，在那里建立一个由他统治的政权。但被拜占庭帝国以重兵赶出保加利亚；撤退途中，遭受佩切涅格人伏击而阵亡（972年）。亚罗波尔克·斯维亚托斯拉维奇成为了罗斯的最高统治者，但是，他很快就面对着两个弟弟的强烈敌意。
在亚罗波尔克·斯维亚托斯拉维奇统治时期，罗斯开始登上欧洲的政治舞台。亚罗波尔克与若干欧洲国家建立起经济和政治关系，包括与神圣罗马帝国皇帝奥托二世进行接触。973年12月，来自罗斯的使节在奎德林堡会见了皇帝本人和德国诸公爵。按照德国方面的记载，士瓦本公爵康拉德一世（他是奥托二世的亲戚）的女儿嫁给了一位“俄国国王”。这个“国王”只可能是指亚罗波尔克·斯维亚托斯拉维奇；如果他的妻子之一（信奉异教的古罗斯人实行一夫多妻制）是基督徒的话，那么编年史中关于他同情基督教的记载也就可以理解了。
亚罗波尔克·斯维亚托斯拉维奇的大公政权毫不稳固。实际上，在斯维亚托斯拉夫·伊戈列维奇的三个儿子（亚罗波尔克、奥列格和弗拉基米尔）之间发生了激烈的内讧。起先亚罗波尔克占据优势：占领奥列格·斯维亚托斯拉维奇的德列夫利安领地，继而将他置于死地（977年）；不久又攻占弗拉基米尔的领地诺夫哥罗德。但是弗拉基米尔逃往北欧的斯堪的那维亚半岛（留里克王朝先祖所居之地）。他在那里征集到一批诺曼武士，回来后又夺回了诺夫哥罗德，并在征服了统治波洛茨克的诺曼贵族之后大大充实了自己的力量。
弗拉基米尔·斯维亚托斯拉维奇在聚集了足够的兵力后，就向亚罗波尔克的统治中心基辅发动进攻。《往年记事》记载此事发生于980年，而《弗拉基米尔大公颂》则记载为978年。可能后一个更准确些。亚罗波尔克·斯维亚托斯拉维奇在战斗中失利，被弗拉基米尔围困在城里。当年晚些时候，亚罗波尔克出城前去与弗拉基米尔谈判，结果被后者的武士杀害了。
亚罗波尔克留下了一个寡妇：他父亲斯维亚托斯拉夫大公在与拜占庭人作战时抓到的一个拜占庭修女。弗拉基米尔强奸了这位修女，结果她很快生下了一个儿子，就是后来的斯维亚托波尔克·弗拉基米罗维奇大公。因此斯维亚托波尔克的真正父亲很可能是亚罗波尔克·斯维亚托斯拉维奇。